# D12 (Gers)
De D12 is een 50,6 km lange departementale weg, die in het Franse departement Gers (regio Occitanie) van noord naar zuid loopt.

## Loop van de D12
De D12 gaat van de D654 in Mauvezin in het noorden, naar de D41B bij het Lac de la Gimone in het zuiden. De weg gaat door licht geaccidenteerd terrein en kruist vele kleine stroompjes die meestal droog staan.

## Plaatsen aan de D12
Van noord naar zuid:
- komt van de D654
- Mauvezin
- kruist de D105
- En Sarrade
- kruist de N124 bij Gimont
- kruist de D149 en de D217 bij Aurimont
- kruist de D349 en de D149 bij Tirent-Pontéjac
- kruist de D626
- Saramon
- kruist de D104
- kruist de D242
- Saintes
- Simorre
- kruist de D129
- kruist de D27
- kruist de enkele kilometers lange D238 die de D27 met de D129 verbindt
- Villefranche d'Astarach
- kruist de ruim een kilometer lange D538 die het verlengde is van de D6F
- kruist de enkele honderden meters lange D51 die het verlengde is van de D6
- kruist de D171
- kruist de enkele honderden meters lange D312 die het verlengde is van de D41
- kruist de D228
- gaat naar de D41B